# Heda distrikt
Heda distrikt är ett distrikt i Ödeshögs kommun och Östergötlands län. 
Distriktet ligger norr om Ödeshög. 

## Tidigare administrativ tillhörighet
Distriktet inrättades 2016 och utgörs av socknen Heda i Ödeshögs kommun.
Området motsvarar den omfattning Heda församling hade vid årsskiftet 1999/2000.